# 自然婚姻
自然婚姻源於天主教法典，其中稱「婚姻契約是一男一女雙方（英語：by which a man and a woman establish between themselves）藉以建立終身伴侶的結合，此契約以其天性或本質趨向保障夫妻的福祉，以及生養和教育子女，有別於『聖婚（sacramental marriage）』或『基督教婚姻（Christian marriage）』，聖婚或基督教婚姻是指結合之二者皆已受洗。」。

## 聖婚的條件是有效的受洗
因為只有受洗才能接受其他聖禮，接受基督教信仰但沒有受洗的人的婚姻是自然婚姻而非聖婚。同樣地，一個人若其洗禮被天主教會認定是不正確或無效的，其婚姻是一個自然婚姻而不是聖婚。例如摩門教或耶和華見證人的婚姻。

## 轉化爲聖婚
一個未受洗者的婚姻，無論是基於宗教或信仰，或基於婚約，即使與受洗的人結合，就是自然婚姻而非聖婚。然而，如果未受洗者後來接受了洗禮，其婚姻則將自動地成聖且不再僅僅是自然婚姻。

## 自然婚姻的條件
如果天主教徒與非天主教徒結婚，則婚姻受天主教教規法律的制約。如果都不是天主教徒，無法適用的範圍就只是那些影響或是需要變更婚姻定義的部份 (例如：認同多元性別者，無生育力者，或已婚者) 和那些被認定是自然律的關係者(如父女關係)。

## 自然婚姻與離婚
天主教教會並不會像是爲聖婚簽署離婚那樣地也爲自然婚姻的民事離婚做簽署。然而，一個自然婚姻，即使是可以生育下一代的，教會可以在基於有利於維繫其中是基督徒的那位的信仰時解除婚約，此類案例被稱為波林特權和 Petrine 特權。在這些情況下，需要由羅馬教廷的介入，教會承認正確的離婚，實際解除有效的婚姻而授予的這種離婚，是有別于僅僅是人爲或民事的離婚，根據天主教神學，人爲或民事的離婚並未真正解除其認定的婚約。